# Vampire Hunter D
Vampire Hunter D est une série de romans débutée en 1983, écrite par Hideyuki Kikuchi et illustrée par Yoshitaka Amano.
Toujours en cours de parution, il se compose de 33 romans s'étalant sur 45 volumes. Il a été adapté sur plusieurs supports.
Une série animée produite par le studio américain Unified Pictures, en collaboration avec le studio japonais Digital Frontier, intitulée Vampire Hunter D: Resurrection, serait en préparation.

## Liste des romans

### Série principale
La série est indisponible en français mais une partie a été traduite en anglais et éditée par DH Press.
1. 1983 : Vampire Hunter D (吸血鬼ハンター"Ｄ" Banpaia Hantā "D")
2. 1984 : Vampire Hunter D: Raiser of Gales (吸血鬼ハンター２　風立ちて"Ｄ" Banpaia Hantā 2: Kaze-Tachite "D")
3. 1985 : Demon Deathchase (吸血鬼ハンター３　Ｄ―妖殺行 Banpaia Hantā 3: D — Yōsatsukō)
4. 1986 : Tale of the Dead Town (吸血鬼ハンター４　Ｄ―死街譚 Vampire Hunter 4: D — Shigaitan)
5. 1986 : The Stuff of Dreams (吸血鬼ハンター５　夢なりし"Ｄ" Banpaia Hantā 5: Yumenarishi "D")
6. 1988 : Pilgrimage of the Sacred and the Profane (吸血鬼ハンター６　Ｄ―聖魔遍歴 Banpaia Hantā D — Seima Henreki)
7. 1988 : Mysterious Journey to the North Sea 1 (吸血鬼ハンター７　Ｄ―北海魔行　〔上〕 Banpaia Hantā 7: D — Hokkai Makō (Jō))
8. 1988 : Mysterious Journey to the North Sea 2 (吸血鬼ハンター７　Ｄ―北海魔行　〔下〕 Banpaia Hantā 7: D — Hokkai Makō (Ge))
9. 1994 : The Rose Princess (吸血鬼ハンター８　Ｄ―薔薇姫 Banpaia Hantā 8: D — Baraki)
10. 1994 : Pale Fallen Angel 1 (吸血鬼ハンター９　Ｄ―蒼白き堕天使　１ Banpaia Hantā 9: D — Aojiroki Datenshi 1)
11. 1995 : Pale Fallen Angel 2 (吸血鬼ハンター９　Ｄ―蒼白き堕天使　２ Banpaia Hantā 9: D — Aojiroki Datenshi 2)
12. 1995 : Pale Fallen Angel 3 (吸血鬼ハンター９　Ｄ―蒼白き堕天使　３ Banpaia Hantā 9: D — Aojiroki Datenshi 3)
13. 1996 : Pale Fallen Angel 4 (吸血鬼ハンター９　Ｄ―蒼白き堕天使　４ Banpaia Hantā 9: D — Aojiroki Datenshi 4)
14. 1996 : Twin-Shadowed Knight 1 (吸血鬼ハンター１０　Ｄ―双影の騎士　１ Banpaia Hantā 10: D — Sōei no Kishi 1)
15. 1997 : Twin-Shadowed Knight 2 (吸血鬼ハンター１０　Ｄ―双影の騎士　２ Banpaia Hantā 10: D — Sōei no Kishi 2)
16. 1999 : Dark Road 1 (吸血鬼ハンター１１　Ｄ―ダーク・ロード１ Banpaia Hantā 11: D — Dāku Rōdo 1)
17. 1999 : Dark Road 2 (吸血鬼ハンター１１　Ｄ―ダーク・ロード２ Banpaia Hantā 11: D — Dāku Rōdo 2)
18. 1999 : Dark Road 3 (吸血鬼ハンター１１　Ｄ―ダーク・ロード３ Banpaia Hantā 11: D — Dāku Rōdo 3)
19. 2000 : Tyrant's Stars 1 (吸血鬼ハンター１２　Ｄ―邪王星団１ Banpaia Hantā 12: D — Jaō Seidan 1)
20. 2000 : Tyrant's Stars 2 (吸血鬼ハンター１２　Ｄ―邪王星団２ Banpaia Hantā 12: D — Jaō Seidan 2)
21. 2001 : Tyrant's Stars 3 (吸血鬼ハンター１２　Ｄ―邪王星団３ Banpaia Hantā 12: D — Jaō Seidan 3)
22. 2001 : Tyrant's Stars 4 (吸血鬼ハンター１２　Ｄ―邪王星団４ Banpaia Hantā 12: D — Jaō Seidan 4)
23. 2001 : Fortress of the Elder God (吸血鬼ハンター１３　Ｄ―邪神砦 Banpaia Hantā 13: D — Jajin Toride)
24. 2003 : Mercenary Road (吸血鬼ハンター１４　Ｄ―妖兵街道 Banpaia Hantā 14: D — Yōhei Kaidō)
25. 2003 : Scenes from an Unholy War (吸血鬼ハンター１５　Ｄ―魔戦抄 Banpaia Hantā 15: D — Masenshō)
26. 2004 : Record of the Blood Battle (吸血鬼ハンター１６　Ｄ―血闘譜 Banpaia Hantā 16: D — Kettōfu)
27. 2005 : White Devil Mountain 1 (吸血鬼ハンター１７　Ｄ―白魔山　〔上〕 Banpaia Hantā 17: D — Hakumasan (Jō))
28. 2005 : White Devil Mountain 2 (吸血鬼ハンター１７　Ｄ―白魔山　〔下〕 Banpaia Hantā 17: D — Hakumasan (Ge))
29. 2007 : Iriya the Berserker (吸血鬼ハンター１８　Ｄ―狂戦士イリヤ Banpaia Hantā 18: D — Kyō Senshi Iriya)
30. 2007 : Throng of Heretics (吸血鬼ハンター１９　Ｄ―魔道衆 Banpaia Hantā 19: D — Madōshū)
31. 2008 : Undead Island (吸血鬼ハンター２０　Ｄ―不死者島 Banpaia Hantā 20: D — Fushisha-shima)
32. 2009 : Bedeviled Stagecoach (吸血鬼ハンター２１　Ｄ―魔性馬車 Banpaia Hantā 21: D — Mashō Basha)
33. 2010 : Nightmare Village (吸血鬼ハンター２２　Ｄ―悪夢村 Banpaia Hantā 22: D — Akumuson)
34. 2011 : The Royal Tiger of Winter (吸血鬼ハンター２３　Ｄ―冬の虎王 Banpaia Hantā 23: D — Fuyu no Tora-ō)
35. 2012 : Battlefront of the Nobility (吸血鬼ハンター２４　Ｄ―貴族戦線 Banpaia Hantā 24: D — Kizoku Sensen)
36. 2012 : The Golden Demon 1 (吸血鬼ハンター２５　Ｄ―黄金魔　〔上〕 Banpaia Hantā 25: D — Ōgonma (Jō))
37. 2012 : The Golden Demon 2 (吸血鬼ハンター２５　Ｄ―黄金魔　〔下〕 Banpaia Hantā 25: D — Ōgonma (Ge))
38. 2013 : Sylvia's Road Home (吸血鬼ハンター２６　Ｄ―シルビアの帰る道 Banpaia Hantā 26: D — Shirubia no Kaeru Michi)
39. 2014 : Festival of the Nobility (吸血鬼ハンター２７　Ｄ―貴族祭 Banpaia Hantā 27: D — Kizoku-sai)
40. 2014 : Banquet in Purgatory (吸血鬼ハンター２８　Ｄ―夜会煉獄 Banpaia Hantā 28: D — Yakai Rengoku)
41. 2015 : The Twisted Nobleman (吸血鬼ハンター２９　Ｄ―ひねくれた貴公子 Banpaia Hantā 29: D — Hinekureta Kikōshi)
42. 2016 : The Wicked Beauty (吸血鬼ハンター３０　Ｄ－美兇人 Banpaia Hantā 30: D — Biwarujin)
43. 2016 : Lost Legion of the Nobility (吸血鬼ハンター３１　Ｄ－消えた貴族軍団 Banpaia Hantā 31: D — Kieta Kizoku Gundan)
44. 2017 : The Five Assassins (吸血鬼ハンター３２　Ｄ－五人の刺客 Banpaia Hantā 32: D — Gori no Shikaku)
45. 2018 : Cursed Demon Flight (吸血鬼ハンター３３　Ｄ－呪羅鬼飛行 Banpaia Hantā 32: D — Jurakihikō)

### SérieAnother Vampire Hunter
- 2011 : The Noble Greylancer (吸血鬼ハンター／アナザー　貴族グレイランサー Banpaia Hantā/Anazā: Kizoku Gureiransā)
- 2011 : Blood of a Hero (吸血鬼ハンター／アナザー 貴族グレイランサー 英傑の血 Banpaia Hantā/Anazā: Kizoku Gureiransā — Eiketsu no Chi)

### SérieVampire Hunter Gaiden
- 2015 : Dhampir Hunting (吸血鬼ハンター外伝 ダンピール狩り Banpaia Hantā: Danpīru Kari)

### Novellas
- 1991 : Dark Nocturne (Ｄ―昏い夜想曲 D - Kurai Nokutān)
- 1991-1992 : An Ode to Imagined Fall (Ｄ―想秋譜 D - Sōshūfu)
- 1992 : Vampire Hunter Anthology: D — Dark Nocturne (吸血鬼ハンター別巻 Ｄ―昏い夜想曲 Banpaia Hantā Bekkan: D — Kurai Nokutān)
- 1992 : Legend of the War Fiends (Ｄ―戦鬼伝 D - Senkiden)

### Nouvelles
- Armageddon (Ｄ―ハルマゲドン D - Harumagedon)
- Message from Cecile (セシルからの伝言 Sesshiru Kara no Dengon)
- On the Night Road (Ｄ―夜の街道にて D - Yoru no Kaidōnite)
- Portrait of Yzobel (イゾベルの肖像画 Izoberu no Shōzōga)
- The Castle's Resident (Ｄ―城の住人 D - Shiro no Jūnin)
- The Wanderer's Ship (さすらい人の船 Sasuraijin no Fune)
- Village in Fog (Ｄ―霧の村 D - Kiri no Mura)

## Adaptations

### Films d'animation
- 1985 : Vampire Hunter D : Chasseur de vampires, de Toyoo Ashida
- 2000 : Vampire Hunter D : Bloodlust, de Yoshiaki Kawajiri
- 2016 : En Juin 2015, une nouvelle serie animation CGI, série provisoirement intitulée Vampire Hunter D: Resurrection, a été annoncée, qui sera produite par Unified Pictures et Digital Frontier.  La série sera dirigée par Yoichi Mori et  Yoshiaki Kawajiri (Vampire hunter D Bloodlust) comme directeur de la supervision et le créateur de la série Hideyuki Kikuchi assurera la supervision éditoriale. La série est actuellement en pré-production et développée comme un feuilleton d'une heure avec l'intention d'être diffusée sur le câble américain ou à la demande du prestataire, avec distribution japonaise à suivre.

### Jeux vidéo
- 1999 : Vampire Hunter D, développé par Victor Interactive Software sur PlayStation

### Manga
- 2007 : Hideyuki Kikuchi's Vampire Hunter D par Saiko Takaki[1]